# Набэсима Наосукэ (1829—1864)
Набэсима Наосукэ (яп. 鍋島 直亮, 12 февраля 1829 — 3 апреля 1864) — японский даймё позднего периода Эдо, 10-й правитель княжества Оги (1850—1864).

## Биография
Родился в Оги как старший сын Набэсимы Наотаки, 9-го даймё Оги. Мать, наложница Отаки, дочь Хидэсимы Мунэкана.
В 1850 году его отец вышел в отставку. В 1853 году, во время прибытия Е. В. Путятина, Наосукэ было приказано охранять Нагасаки. Набэсима приказал княжеским врачам изучать западную медицину, а в последующие годы заложил основу для перехода от китайской медицины к голландской (рангаку). В 1860 году Наосукэ отправил несколько самураев в составе первого японского посольства в США, и в том же году, следуя примеру даймё Саги, главой ветви рода, реформировал военную систему с вооружением западного образца.
В 1864 году Набэсима Наосукэ умер в возрасте 35 лет. Княжество Оги унаследовал зять Наосукэ, Набэсима Наотора, седьмой сын Набэсимы Наомасы, 11-го даймё Саги.
Был женат на Юйсё-ин, дочери Набэсимы Наонаги, 10-го даймё Касимы.